# دهستان سیری
دهستان سیری، یکی از دهستان‌های بخش مرکزی شهرستان ابوموسی در استان هرمزگان ایران است. مرکز این دهستان، روستای سیری است.

## جمعیت
بر پایه سرشماری عمومی نفوس و مسکن در سال ۱۳۹۵، جمعیت دهستان سیری برابر با ۲٬۰۴۱ نفر بوده‌است.